# The Sims 2: Apartment Pets
The Sims 2: Apartment Pets – gra wideo dla konsoli Nintendo DS z serii gier The Sims wyprodukowana przez Full Fat i wydana przez Electronic Arts 26 sierpnia 2008. Gra nawiązuje do The Sims 2: Zwierzaki i The Sims 2: Osiedlowe życie.

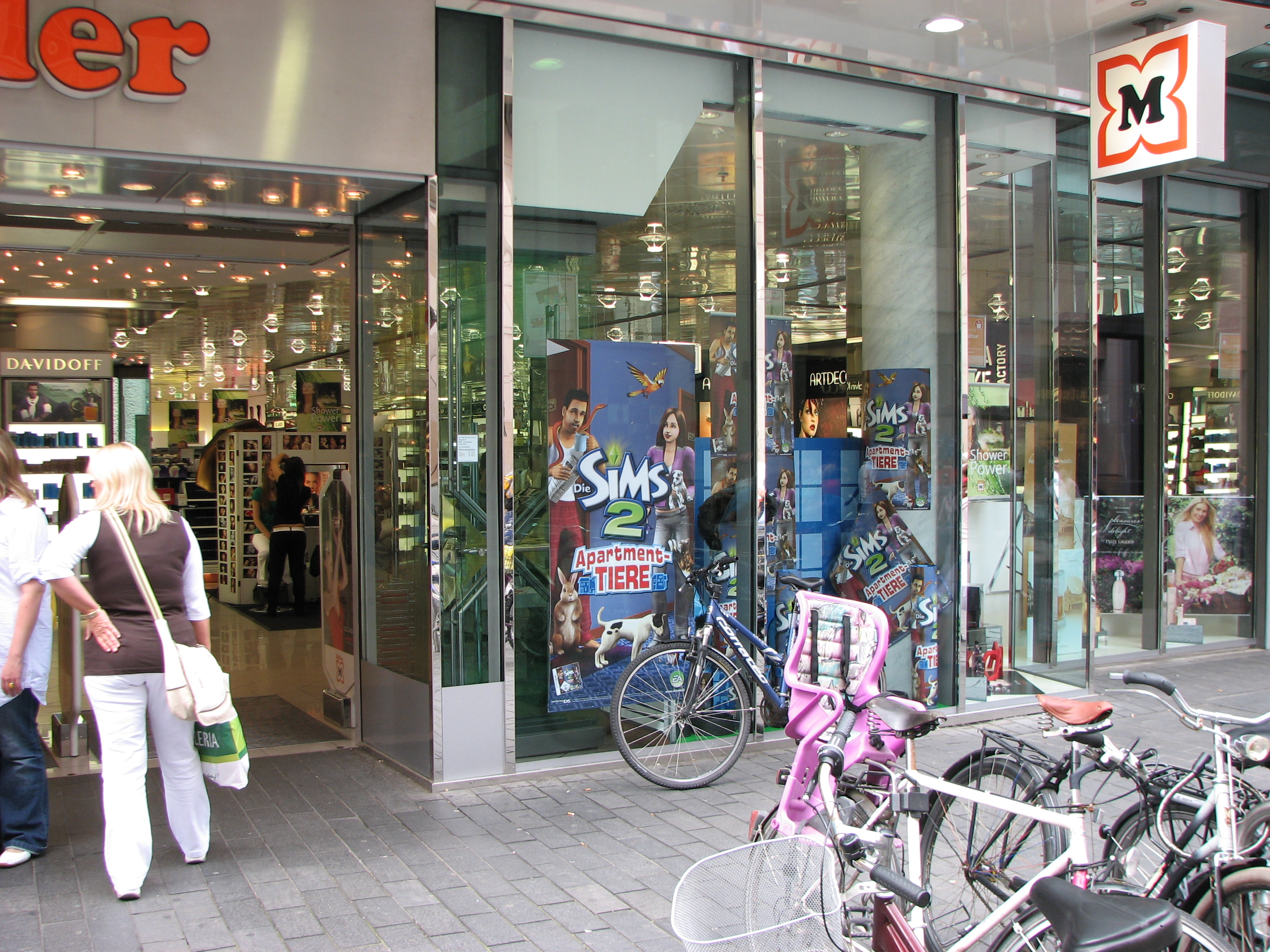
reklama The Sims 2: Apartment Pets w witrynie sklepowej w Lipsku

## Rozgrywka
Gracz ma za zadanie opiekować się zwierzętami w swoim mieszkaniu. Należy przystosowywać zwierzętom odpowiednie środowisko, odpowiednio o nie dbać oraz rozwiązywać szereg problemów. Wykonanie zadań skutkuje otrzymaniem simoleonów, za które można kupować nowe obiekty czy stroje. W grze znajduje się dodatkowo kilka minigier.

## Odbiór gry
Gra według Metacritic otrzymała mieszane oceny. GamesRadar+ wyraził o niej negatywną opinię już miesiąc przed premierą tytułu.